# Alpha (Nova Jersey)
Alpha és una població dels Estats Units a l'estat de Nova Jersey. Segons el cens del 2000 tenia 2.482 habitants.

## Demografia
Segons el cens del 2000, Alpha tenia 2.482 habitants, 989 habitatges, i 688 famílies. La densitat de població era de 563,7 habitants/km².
Dels 989 habitatges en un 31,2% hi vivien nens de menys de 18 anys, en un 54,6% hi vivien parelles casades, en un 11% dones solteres, i en un 30,4% no eren unitats familiars. En el 26,9% dels habitatges hi vivien persones soles el 13,7% de les quals corresponia a persones de 65 anys o més que vivien soles. El nombre mitjà de persones vivint en cada habitatge era de 2,5 i el nombre mitjà de persones que vivien en cada família era de 3,05.
Per edats la població es repartia de la següent manera: un 24,4% tenia menys de 18 anys, un 6% entre 18 i 24, un 31,3% entre 25 i 44, un 20,7% de 45 a 60 i un 17,5% 65 anys o més.
L'edat mediana era de 38 anys. Per cada 100 dones de 18 o més anys hi havia 90,1 homes.
La renda mediana per habitatge era de 42.209 $ i la renda mediana per família de 45.435 $. Els homes tenien una renda mediana de 39.957 $ mentre que les dones 26.576 $. La renda per capita de la població era de 20.104 $. Aproximadament el 5,5% de les famílies i el 7,6% de la població estaven per davall del llindar de pobresa.

## Poblacions més properes
El següent diagrama mostra les poblacions més properes.